# Смолник (Доброва–Полхов Градец)
Смолник (словен. Smolnik) је насељено место у општини Доброва–Полхов Градец, Средњесловенска регија, Словенија.

## Историја
До територијалне реорганизације у Словенији била је у саставу града Љубљане, односно старе општине Вич–Рудник.

## Становништво
У попису становништва из 2011. године, Смолник је имао 150 становника.
| Број становника према пописима | Број становника према пописима | Број становника према пописима |
| ------------------------------ | ------------------------------ | ------------------------------ |
| 1991                           | 2002                           | 2011                           |
| 110                            | 125                            | 150                            |

Напомена: Године 2010. извршена је мања размена територије између насеља Сетник и Смолник, а 2016. између насеља Чрни Врх и Смолник.